# Josef Multrus
Josef Multrus (12. března 1898 Královské Vinohrady – 3. ledna 1957 Praha) byl český malíř a portrétista.

## Život
Pocházel z chudé rodiny tiskárenského korektora. V počátcích se učil typografem, k umělecké tvorbě ho motivoval učitel a evangelický kazatel Berger. Malbě se začal učit u prof. Jaroslava Bendy na Uměleckoprůmyslové škole v Praze. V roce 1920 byl přijat do 3. ročníku speciální mistrovské školy na Akademii výtvarných umění v Praze; jeho učitelem se stal Vratislav Nechleba.
Po obdržení cestovního stipendia Hlávkovy nadace podnikl v roce 1922 studijní cestu do Jugoslávie a v roce 1923 do Itálie, kde studoval díla starých mistrů a jak sám pravil, hledal tak základ pro svůj růst a pozdější experimentující tvorbu. Další studijní cesty (po roce 1931) podnikl do Španělska, Maroka, Německa, Rakouska a Holandska.
Členem Jednoty umělců výtvarných v Praze se stal roku 1924. Oporou mu vždy bylo celoživotní přátelství s malířem Jaroslavem Malínským. Miloval hudbu a přátelil se s hudebními skladateli J. B. Foerstrem a O. Ostrčilem. Od roku 1939 se začal zhoršovat jeho zdravotní stav, měl cukrovku a dostavily se problémy s chůzí. Po roce 1953 bojoval s kombinací několika těžkých chorob a byl odkázán na život v ateliéru, kde stále pracoval a téměř nevycházel. Jeho ateliér byl na Starém Městě vedle Prašné brány (Na Příkopě 969/33).
Při jedné z návštěv jeho bratra v umělcově ateliéru došlo k poškození komína a oba bratři byli přiotráveni oxidem uhelnatým. Josef Multrus v důsledku svého dlouhodobě špatného zdravotního stavu pak 3. ledna 1957 zemřel.

## Původ
- Otec: Josef Multrus (nar. 28. 2. 1847 Pernartice) typograf, syn Martina Multruse panského kočího ve Vlkýši a Terezie Preyové z Pernartic.[3]
- Matka: Antonie Purkrábková (nar. 4. 3. 1866 Škvorec 15), dcera Františka Purkrábka gruntovníka ve Škvorci 15 a Anny Práškové z Městce Králové.[3]

## Dílo
Multrus hledal naplnění ve figurální kompozici, v námětech z dělnického prostředí i v krajinářských pohledech na pražské předměstí a loděnice. V počátcích své tvorby volil pro své obrazy intimní záznamy nejbližšího rodinného okolí. Vyhledával přírodní náměty, barevné kytice, zátiší a obrazy z přírody. Tento směr však změnilo rozhodnutí jeho bratra stát se učitelem na pomocné škole pro duševně zaostalé děti; Multrus se tak setkal s chmurným světem tragiky, úzkosti a beznaděje, což osudově ovlivnilo jeho následnou tvorbu.
Vytvářel převážně velkoformátová díla ze sociální oblasti dělnického prostředí. Upřednostňoval temné barvy s širokou škálou odstínů šedé. Nemoc, jež mu znemožňovala chůzi a obliba hudby J. S. Bacha se projevovaly ponurou a mnohdy možná i depresivní náladou jeho obrazů. Stále však pokračoval i ve své portrétní malbě a vytvářel portréty především svých přátel. Vytvořil např. několik portrétů svého přítele právníka a spisovatele dr. Rudolfa Fiedlera (Rolf Fremont) a MUDr. Jarmily Proškové.
Jeho obrazy z dělnického prostředí byly často používány jako dary velvyslanectvím a státním návštěvám.

## Ocenění
- 1921 – Cena amerických Čechů
- 1949 – Čestná cena JUV z fondu Josefa Mánesa
- 1951 – 1. výroční cena IV. třídy České akademie věd a umění
- 1954 – laureát Ceny hl. města Prahy

## Výstavy
- 1939 – samostatná výstava JUV v Praze
- 1948 – Souborná výstava obrazů Josefa Multruse JVU v Praze 7. 9. – 10. . 10. 1948 – k padesátiletému jubileu umělce
- 1949 – Jízdárna pražského hradu (5 obrazů)
- 1950 – Výtvarná úroda, Praha (2 obrazy)
- 1951 – výstava členů střediska JUV, Praha (6 obrazů)
- 1952 – výstava členů střediska JUV, Praha (2 obrazy)
- 1954 – samostatná výstava – Josef Multrus, Pražské motivy, Staroměstská radnice 1. 7. – 15. 8. 1954
- 1955 – Jízdárna pražského hradu (1 obraz)
- 1956 – výstava prací členů Grekovova studia
- 1975 – Josef Multrus životní dílo – Středočeská galerie v Praze Husova 21 17. 12. 1975 – 18. 1. 1976
- 1985 – Josef Multrus: Obrazy – Středočeská galerie